# 金門縣文化園區
金門縣文化園區位於中華民國金門縣金沙鎮沙美西園地區，佔地9.6公頃。2014年1月1日成立管理單位「金門縣文化園區管理所」，為金門縣文化局管理之二級單位。園區內館設有金門歷史民俗博物館、博藝館、博學館、浯青中心，負責典藏維護、教育推廣、展覽等業務。

## 歷史
1996年10月，金門縣政府教育局籌辦規劃「金門文化園區歷史文物館」。
1998年3月27日，福建省政府提出「金門文化園區暨歷史文物館」興建計畫。
1999年7月2日，經行政院決議通過，「金門文化園區暨歷史文物館」興建計畫。
2002年11月1日，「金門文化園區暨歷史文物館」興建正式開工。
2010年12月，「金門文化園區管理所」落成啟用。
2010年12月25日，「金門歷史民俗博物館」正式開幕。
2014年1月1日，「金門縣文化園區管理所」正式成立。

## 設施

### 金門歷史民俗博物館
金門歷史民俗博物館的館藏有國家重要古物「蔡復一畫像」、胡璉將軍駐金期間的手稿書信、國軍重要勳章證書、明贈鎮國將軍一塚文物、明清古砲數座等文物。

### 金沙親子圖書遊藝館

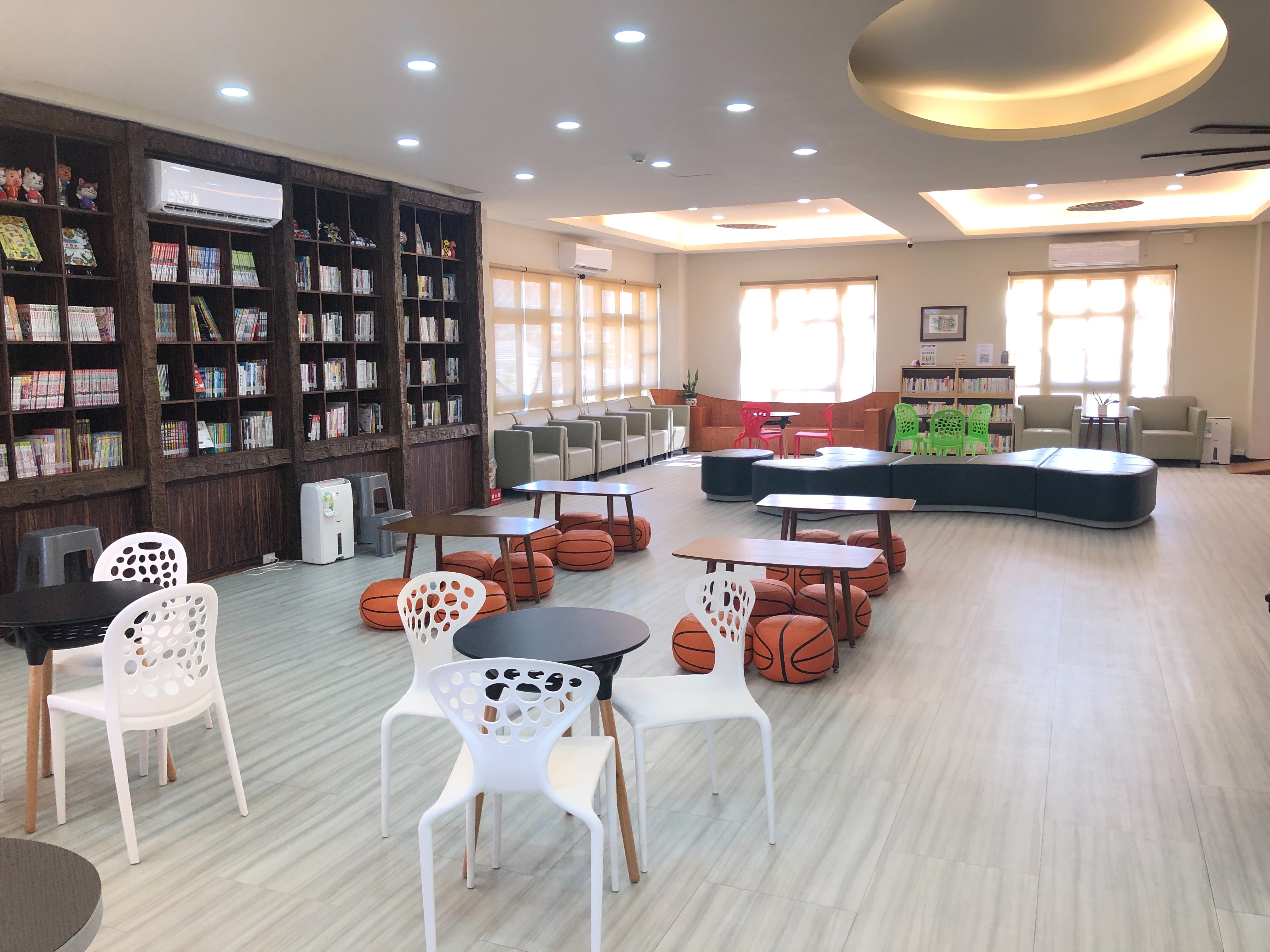
金沙親子圖書游藝館

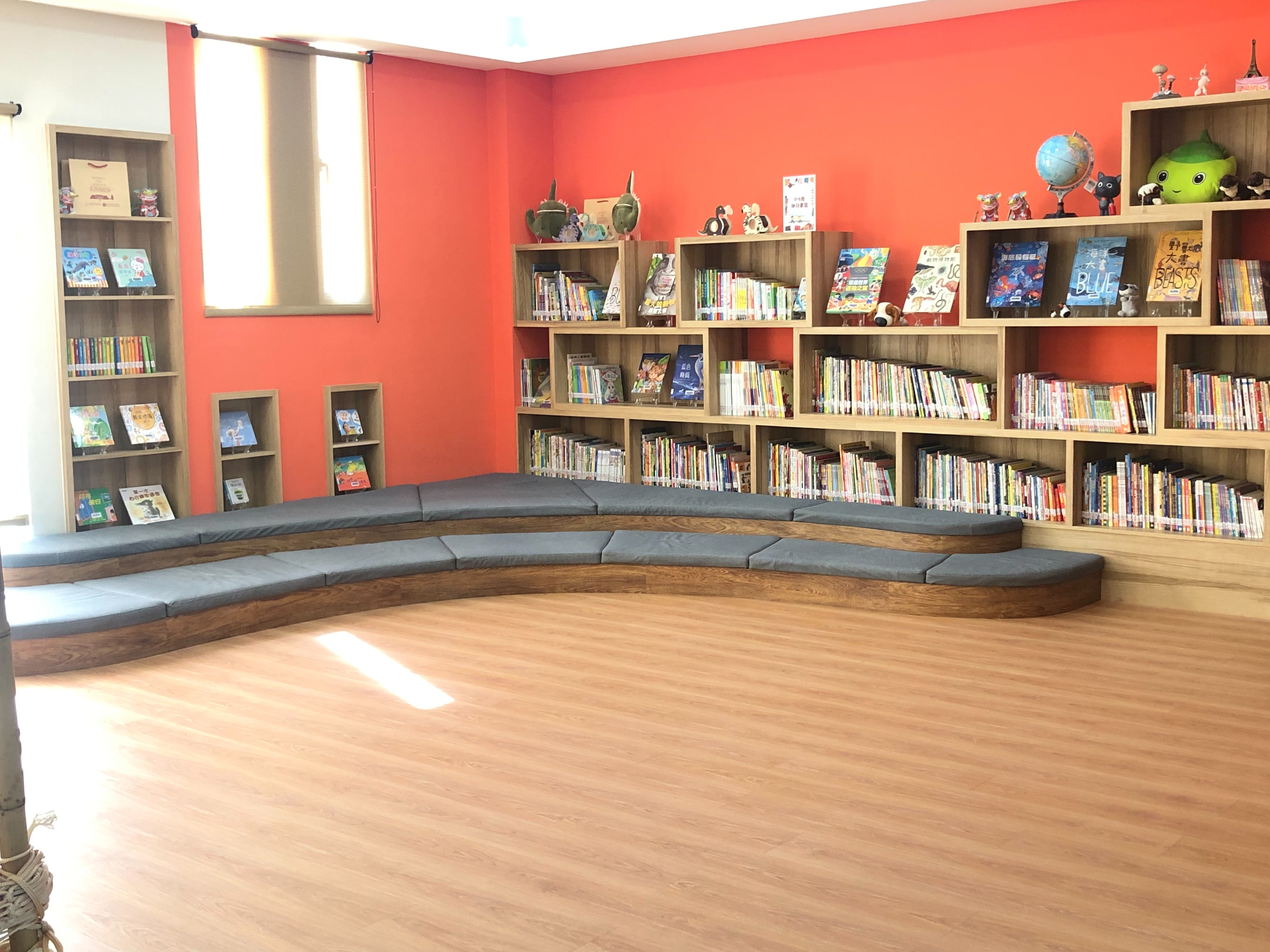
游藝館的兒童區

金沙親子圖書遊藝館是金門縣文化園區管理所開設的親子圖書場館，于2020年8月4日開幕。

## 外部連結
- 金門縣文化園區的Instagram帳戶
- 金門縣文化園區的Facebook專頁
- 金門文化園區管理所/歷史博物館官網